# One Beat
One Beat è il sesto album in studio del gruppo rock statunitense Sleater-Kinney, pubblicato il 20 Agosto 2002 dall’etichetta Kill Rock Stars. Fu prodotto da John Goodmanson e registrato tra Marzo e Aprile 2002 al Jackpot! Studio a Portland, Oregon. L’album tocco’ l’apice delle classifiche al numero 107 della Billboard 200 negli Stati Uniti, ed entro’ nella Billboard Independent Albums al numero 5. One Beat fu ricevuto molto bene dalla critica: le lodi si incentrarono sulla riuscita catartica e sulle polemiche progressiste.

## Tracce
1. One Beat – 3:08
2. Far Away – 3:45
3. Oh! – 3:56
4. The Remainder – 3:36
5. Light Rail Coyote – 3:09
6. Step Aside – 3:44
7. Combat Rock – 4:47
8. O2 – 3:30
9. Funeral Song – 2:47
10. Prisstina – 3:31
11. Hollywood Ending – 3:19
12. Sympathy – 4:15

## Formazione
- Carrie Brownstein - chitarra, voce
- Corin Tucker - voce, chitarra
- Janet Weiss - batteria, percussioni